# Ford EcoSport

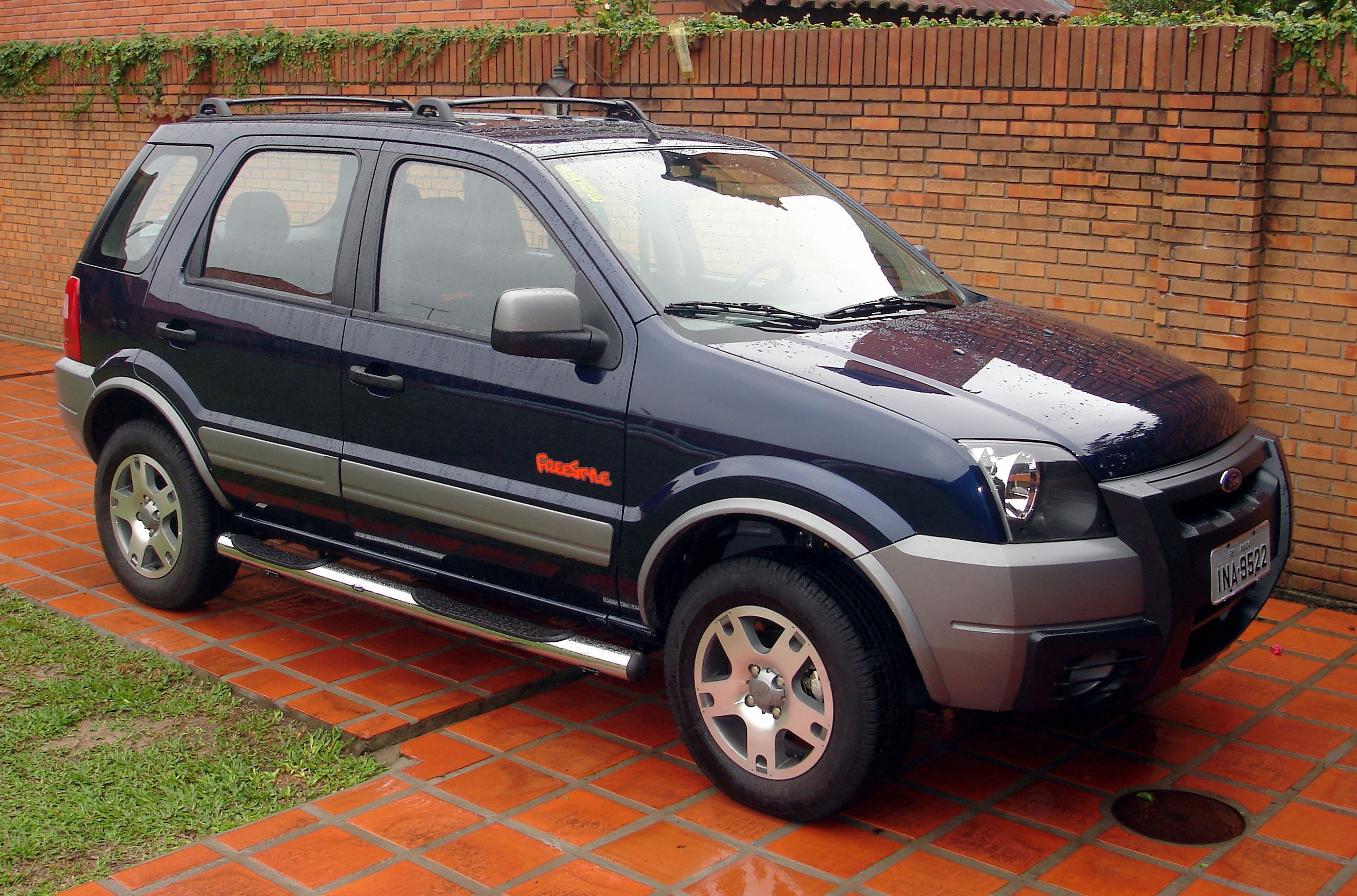
Ford EcoSport (2003-2007)

De Ford EcoSport is een compacte SUV die sinds 2003 door Ford in Brazilië wordt gefabriceerd en een van de best verkopende modellen van Ford in Mexico, Argentinië en Brazilië is.
Ford biedt sinds medio 2014 de tweede modelgeneratie in Europa aan, die sinds 2017 in Craiova (Roemenië) wordt geproduceerd

## Eerste generatie (2003-2012)

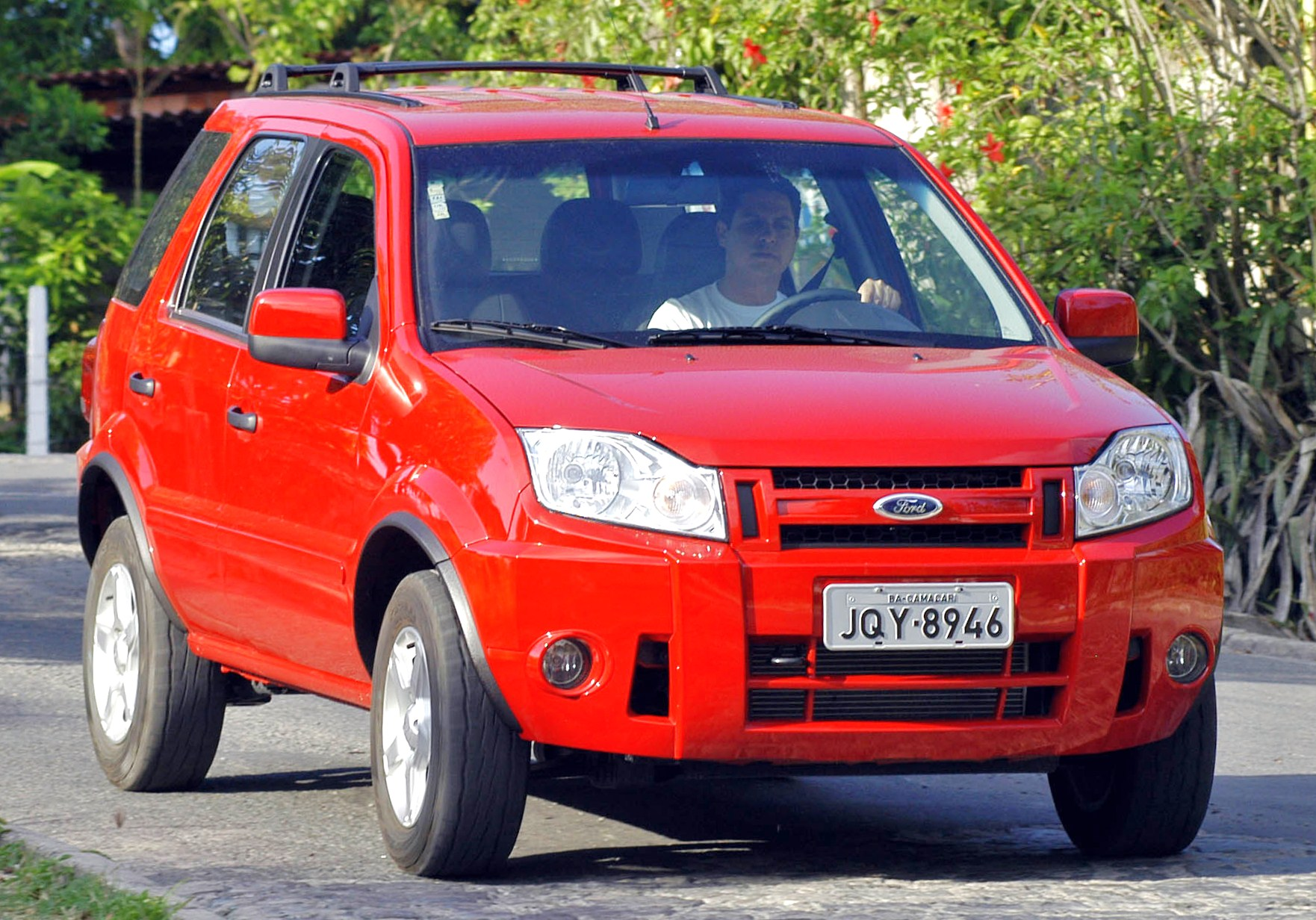
Ford EcoSport (2007-2012)

De eerste generatie van de Ford EcoSport was gebaseerd op de Europese Ford Fusion. Alle modellen hadden standaard voorwielaandrijving en een handgeschakelde transmissie. De tweeliter-motor was ook verkrijgbaar met een viertraps automatische transmissie en vierwielaandrijving. In dat geval kon de bestuurder via een elektronisch gestuurd systeem vanaf het dashboard de achterwielaandrijving inschakelen.
Sinds de introductie werd EcoSport goed verkocht en stond regelmatig in de top 10 van de best verkopende auto's in Brazilië. In totaal werden tussen 2003 en 2012 meer dan 700.000 voertuigen verkocht in Zuid- en Midden-Amerika.
Eind 2007 werd de EcoSport herzien, waarbij de voorkant van de auto grotendeels werd vernieuwd waardoor deze meer op de Ford pick-ups en de Braziliaanse Fiesta leek. De achterlichten en interieur werden ook veranderd.

## Tweede generatie (2012-heden)

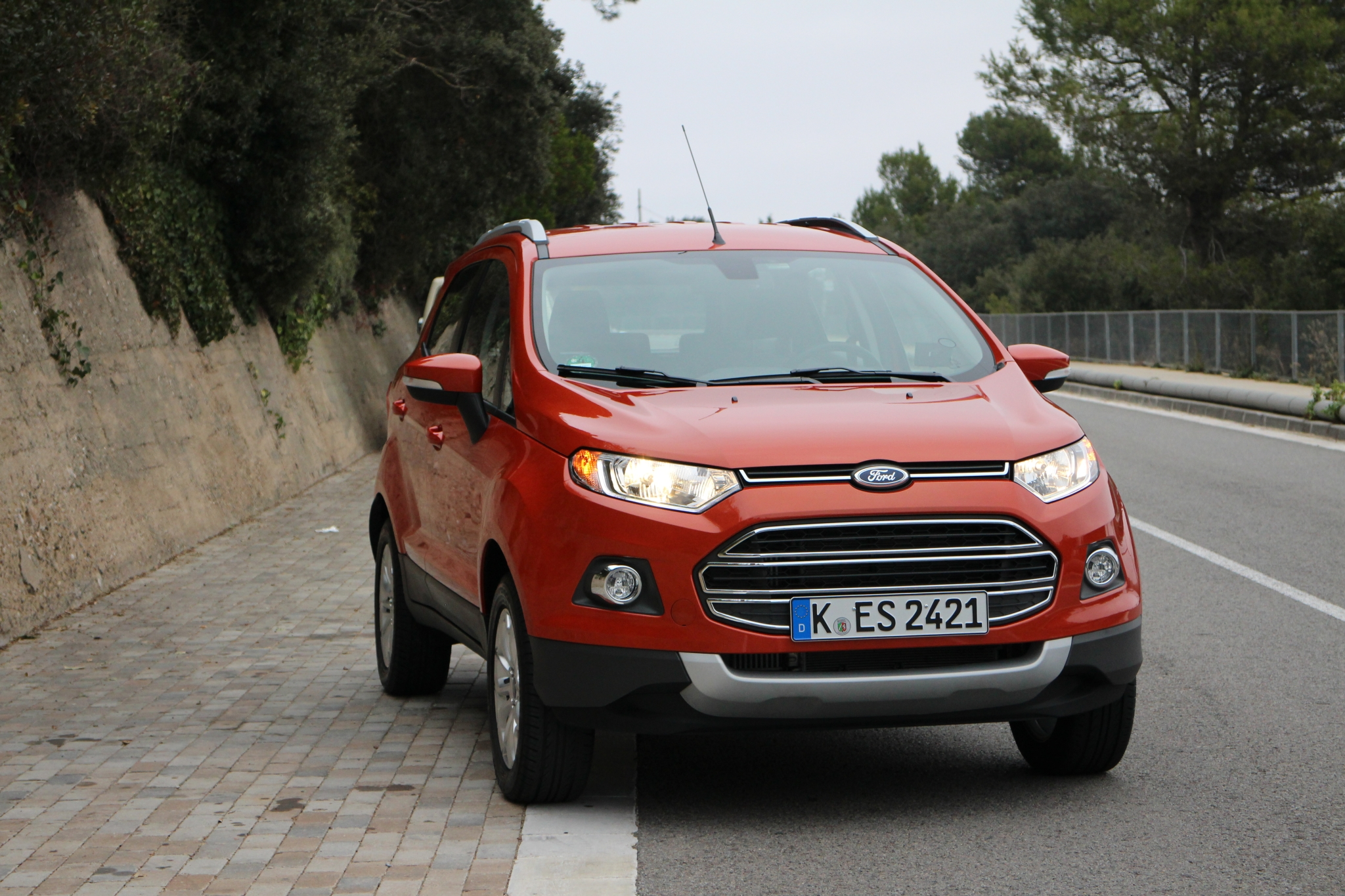
Ford EcoSport (2012-2015)

De tweede generatie werd gelanceerd in 2012. Begin 2013 presenteerde Ford voor de eerste keer de Europese versie van de nieuwe EcoSport.
Het model kreeg in 2015 haar eerste grote facelift in Europa. Uiterlijk was een van de belangrijkste veranderingen dat het reservewiel op de achterdeur indien gewenst kon worden weggelaten. Het onderstel werd met 10 millimeter verlaagd en kreeg, net als het elektronische stabiliteitsprogramma en de stuurbekrachtiging, een andere afstemming. Binnenin was er een groter aantal verchroomde randen en de handremhendel was verplaatst.
In 2017 volgde opnieuw een facelift, waarbij de voorkant een trapeziumvormige grille kreeg vergelijkbaar met de rest van de modellen van Ford Europa. Voor het dashboard werden betere kunststoffen gebruikt en het infotainmentsysteem kreeg grotere beeldschermen.

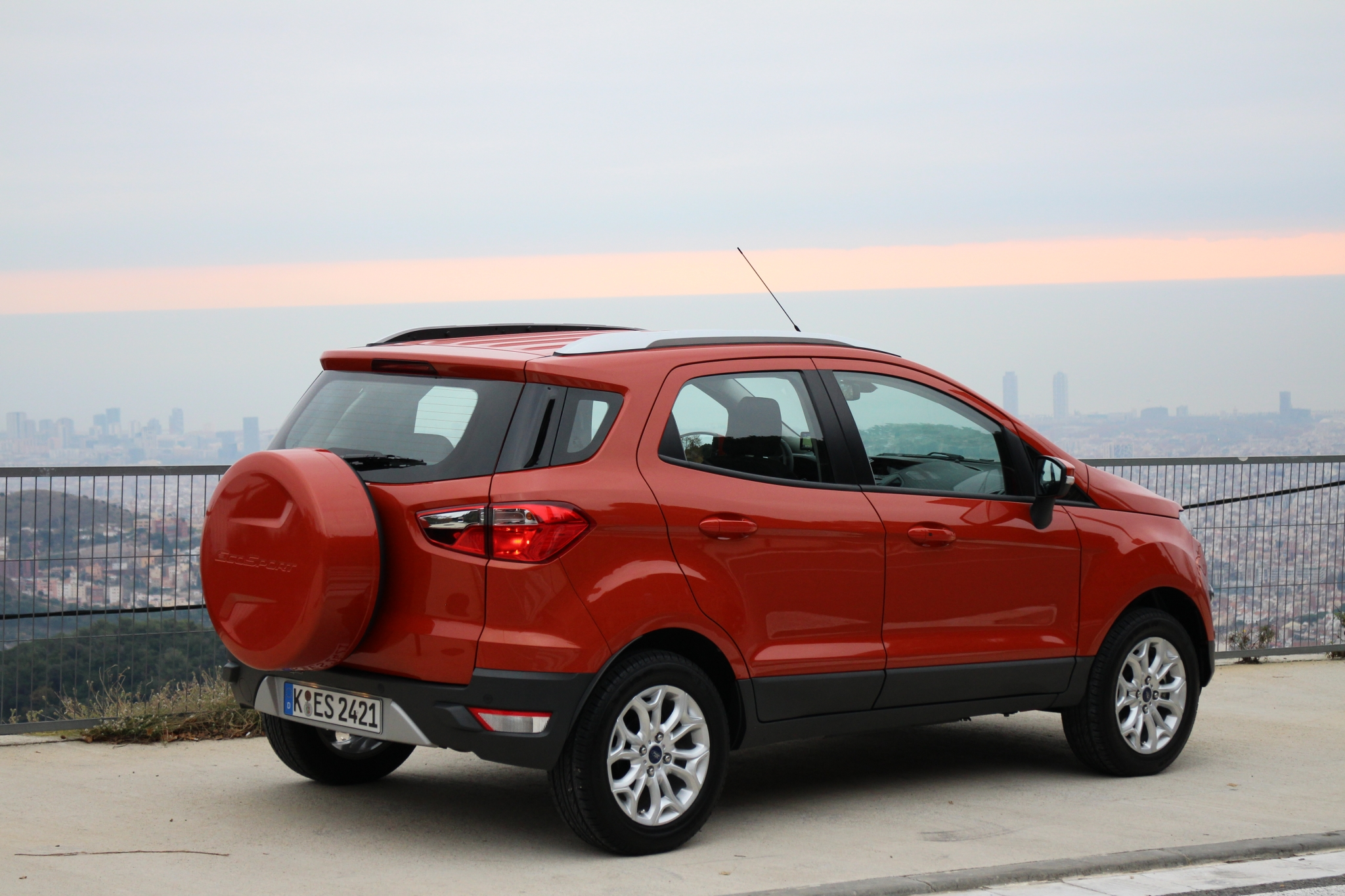
Achteraanzicht
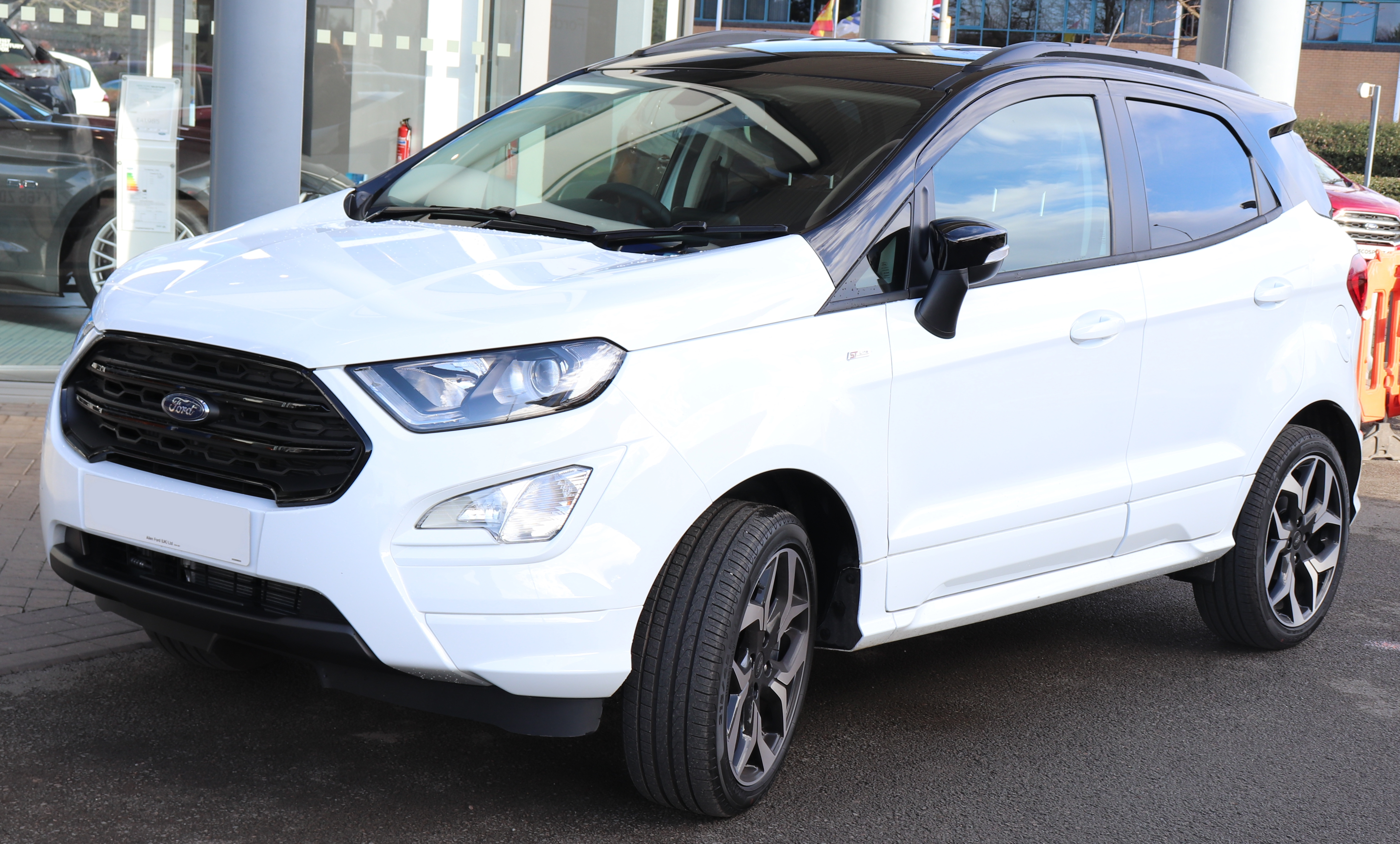
EcoSport (sinds 2017)